# Верхняя Салда
Ве́рхняя Салда́ — город в Свердловской области России. Административный центр Верхнесалдинского района и Верхнесалдинского муниципального округа .

## География
Верхняя Салда расположена на реке Салде, в 176 километрах к северу от областного центра города Екатеринбурга и в 30 километрах к востоку от города Нижнего Тагила. Река Салда в черте города образует большой Верхнесалдинский пруд. Также в городской черте находится гора Мельничная, на которой расположена одноимённая лыжная база.

## История
Верхняя Салда была основана в 1778 году. История города тесно связана с деятельностью промышленников Демидовых. Строительство Верхнесалдинского чугуноплавильного и железоделательного завода началось в 1778 году. Одновременно возник посёлок, в который потянулись люди из окрестных поселений. Завод получил международную известность благодаря своей продукции: сортовому прокату. С 25 февраля 1929 года рабочий посёлок Верхняя Салда. Со строительством завода металлоконструкций и мостов начался новый период в истории посёлка. Это привело к росту числа жителей и получению статуса города 24 декабря 1938 года.
11 июля 1941 года Государственный Комитет Обороны принял решение об эвакуации конструкторских бюро, технических архивов и уникального оборудования, предназначенного для производства турбин, из Ленинграда, в город Верхнюю Салду, на площадку строящегося завода «Стальконструкция». С 17 по 25 июля было сформировано четыре эшелона из 211 вагонов. Одновременно с этим железнодорожным составом эвакуировались 236 инженерных работников с семьями. 2 мая 1942 года Верхняя Салда получила статус города областного подчинения.
1 февраля 1963 года Совет депутатов трудящихся города Верхняя Салда передан в подчинение Свердловскому областному Совету депутатов трудящихся.

## Население
| 1931    | 1939    | 1959    | 1967    | 1970    | 1976    | 1979    | 1982    | 1986    | 1987    |
| ------- | ------- | ------- | ------- | ------- | ------- | ------- | ------- | ------- | ------- |
| 8800    | ↗15 000 | ↗37 255 | ↗43 000 | ↗44 702 | ↗51 000 | ↗54 652 | ↗55 000 | ↗56 000 | →56 000 |
| 1989    | 1992    | 1996    | 1998    | 2000    | 2001    | 2002    | 2003    | 2005    | 2006    |
| ↘55 246 | ↘55 100 | ↘53 700 | ↘53 000 | ↘52 700 | ↘52 200 | ↘51 195 | ↗51 200 | ↘50 100 | ↘49 400 |
| 2007    | 2008    | 2009    | 2010    | 2011    | 2012    | 2013    | 2014    | 2015    | 2016    |
| ↘48 900 | ↘48 300 | ↘47 837 | ↘46 221 | ↘46 200 | ↘45 605 | ↘44 936 | ↘44 404 | ↘43 887 | ↘43 258 |
| 2017    | 2018    | 2019    | 2020    | 2021    | 2023    |         |         |         |         |
| ↘42 733 | ↘42 166 | ↘41 484 | ↘41 228 | ↘41 034 | ↘40 474 |         |         |         |         |

На 1 января 2025 года по численности населения город находился на 375-м месте из 1124 городов Российской Федерации.

## Экономика
Верхняя Салда — развитый индустриальный центр. Здесь находится крупнейшее в мире предприятие, выпускающее изделия из титана и его сплавов Верхнесалдинское металлургическое производственное объединение (ВСМПО), филиал ПАО «Корпорация ВСМПО-АВИСМА».
Чугунолитейный завод признан банкротом и закрыт в 2012 году.
Объём отгруженных товаров собственного производства, выполнено работ и услуг собственными силами по обрабатывающим производствам за 2011 год 30,2 млрд рублей.
Создана особая экономическая зона «Титановая долина». Для этого, в частности, будет проведена реконструкция железнодорожной станции Верхняя Салда.

## Социальная сфера

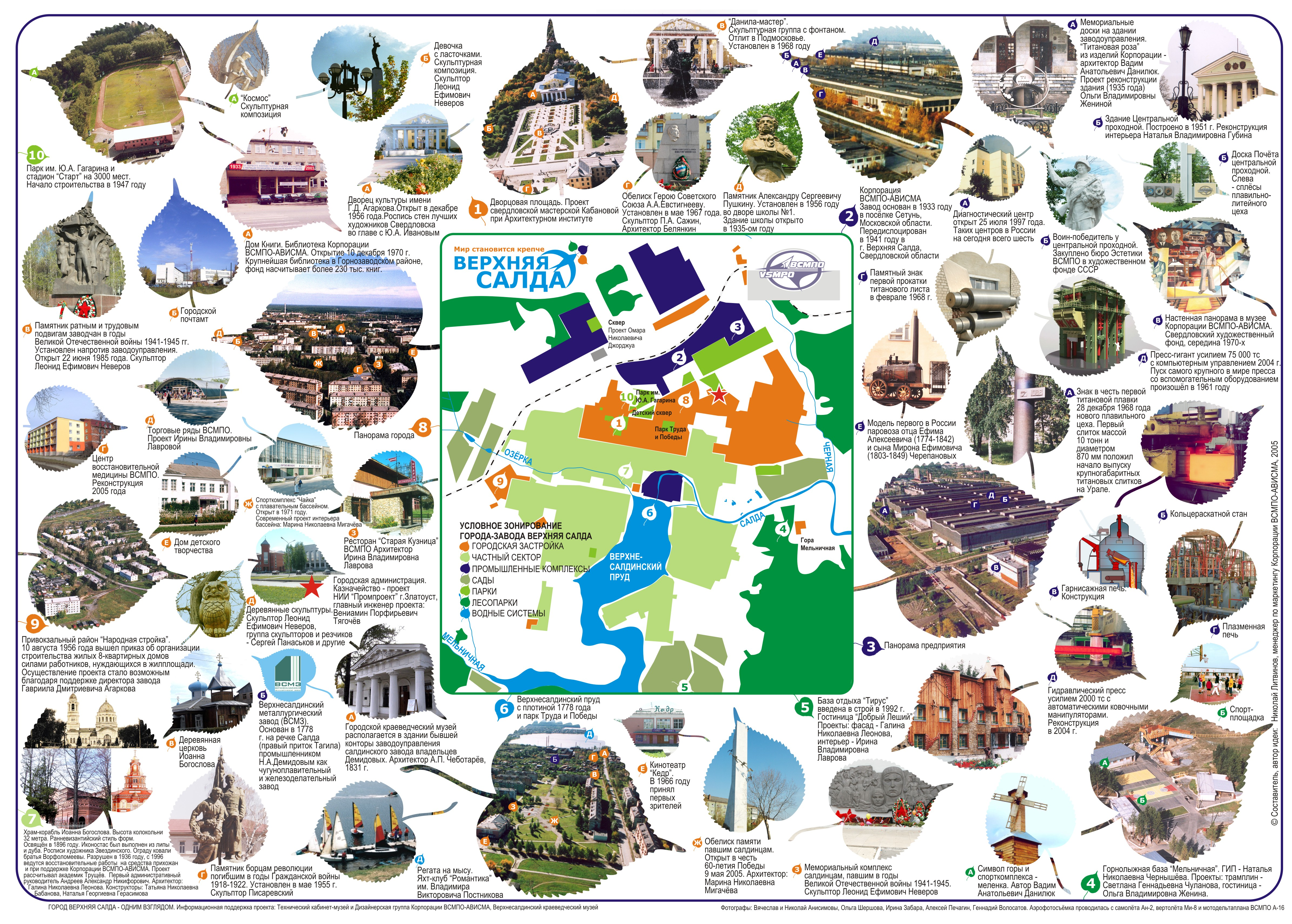
Основные достопримечательности города Верхняя Салда. Источник:

### Культура
- Дворец культуры имени Агаркова;
- Верхнесалдинский краеведческий музей[28];
- кинотеатр «Кедр»;
- центральная библиотека[29];
- центральный городской парк культуры и отдыха, несколько других парков и скверов.

### Образование
- Уральский федеральный университет (филиал);
- Современная гуманитарная академия (филиал);
- Верхнесалдинский авиаметаллургический техникум;
- Верхнесалдинский многопрофильный техникум имени А. А. Евстигнеева;
- детская школа искусств.

В годы Великой Отечественной войны, с 1941 по 1943 год, в средней школе № 1 имени А. С. Пушкина, бывшей на тот момент фабрично-заводской десятилеткой (ФЗД № 13), размещался эвакогоспиталь № 1845. В дни празднования 65-й годовщины со дня постройки школы в 2000 году, на её фасаде была установлена мемориальная доска, увековечивающая память о том времени. 13 сентября 2016 года торжественно открыто новое здание школы № 1.

### Религия
Православный храм во имя святого апостола и евангелиста Иоанна Богослова. В 1998-2009 годах восстановлен на месте взорванного в 1936 году каменного храма 1836 года.

### Спорт
- Ледовый дворец «Старт»,
- горнолыжный комплекс «Гора Мельничная»,
- спортивный комплекс «Чайка»,
- спортивный комплекс «Крепыш».

## Транспорт
Общественный транспорт обслуживается 4 перевозчиками. Основной парк автобусов представлен маркой «ПАЗ». В 2023 году действовало 7 маршрутов. Междугородное автобусное сообщение с Екатеринбургом, Нижним Тагилом, Свободным и Нижней Салдой, пригородные маршруты в Никитино, Акинфиево, Нелобу.

## Экология
В 2017 году в ходе проверки активистами общественного движения защиты прав потребителей «Гражданский патруль», Верхняя Салда, вместе с Нижней Салдой, были признаны самыми грязными и неблагоустроенными городами.
В 2020 г. по сравнению с 2019 г. предприятие ООО «Нижнесалдинский металлургический завод» (ГО Нижняя Салда) сократил выброс вредных веществ в атмосферу — на 0,01 тыс. т (на 6,7 %) за счет увеличения времени работы оборудования.

### Разлив нефтепродуктов
В июле 2021 года, после затяжных ливневых дождей, произошёл прорыв дамбы, из-за чего многие дома и улицы города были затоплены. После схода воды затопленная земля была покрыта мазутом. Впоследствии, после потопа, жители города обнаружили, что из крана течет «какая-то мыльная и липкая жижа». В Минприроды ИА «Уральский меридиан» сообщили, что проверку по факту загрязнения нефтепродуктами на территории Верхней Салды проводят в ведомстве совместно с прокуратурой, чтобы выяснить возможные источники загрязнения. По результатам обследований и участия в проверке на территории бывшего ООО «Верхнесалдинский металлургический завод» возможной причиной загрязнения нефтепродуктами реки Салды стало прохождение паводковых вод по территории, где ранее располагались маслоотстойники и отстойники прокатного цеха завода. В разрешении ситуации принял участие Губернатор Свердловской области — Евгений Куйвашев.
В результате отбора проб почвы с правого берега реки Салды (по старому руслу) установлено превышение в почве предельно допустимых концентраций загрязняющих веществ: алюминия — в 1,6 раза, ванадия — в 0,6 раза, железа — в 0,9 раза, калия — в 1,3 раза, кальция — в 0,8 раза, магния — в 0,3 раза, марганца — в 0,7 раза, меди — в 0,4 раза, натрия — в 1,4 раза, нефтепродуктов — в 1,6 раза, никеля — в 3,4 раза, свинца — в 0,1 раза, серы — в 3,3 раза, титана — в 0,8 раза, фосфора — в 1,1 раза, хрома — в 0,2 раза, цинка — в 0,7 раза.
Спустя месяц после наводнения, жители города, всё ещё обнаруживали в реке Салда следы от нефтепродуктов.

## Галерея

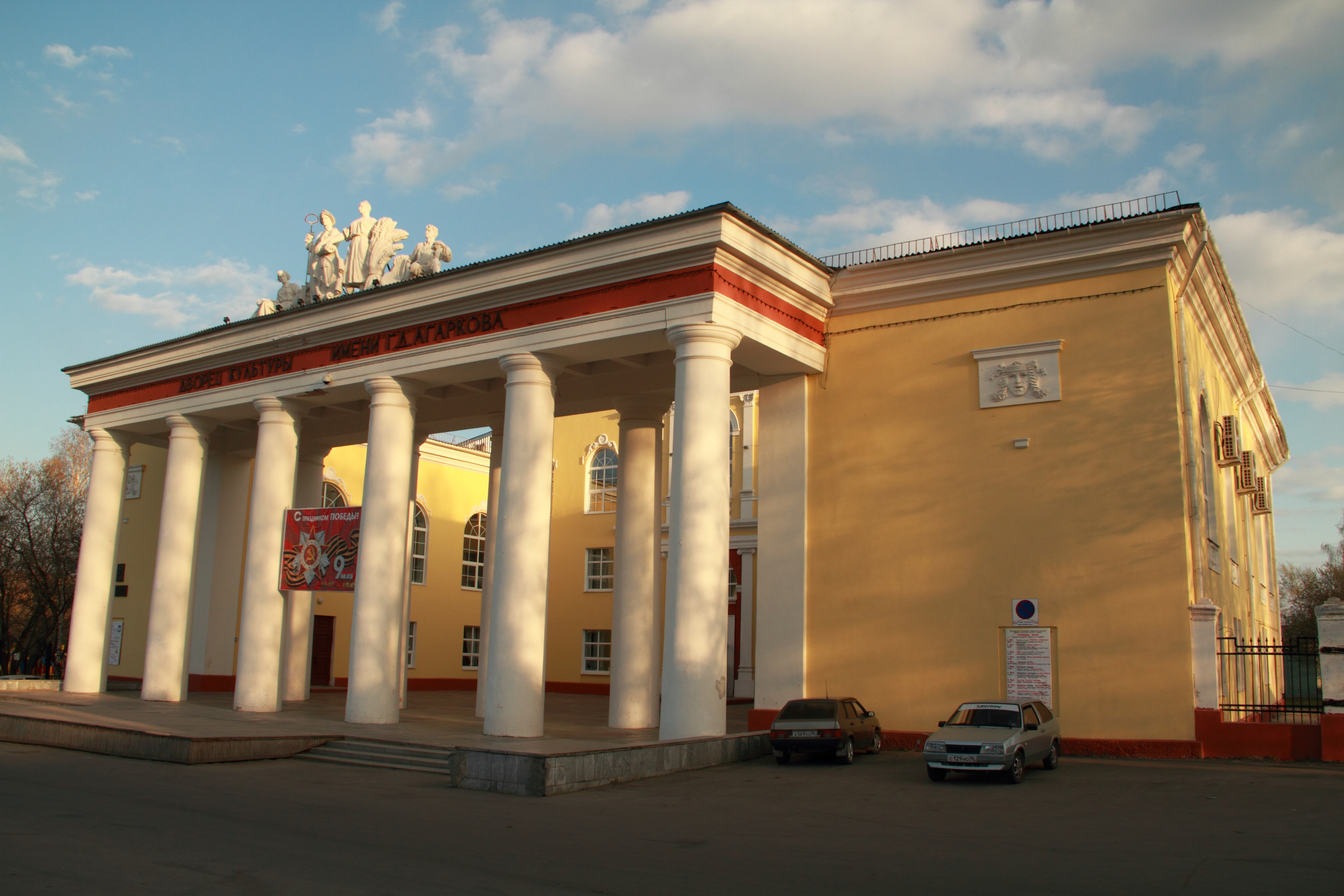
Дворец культуры им. Г. Д. Агаркова
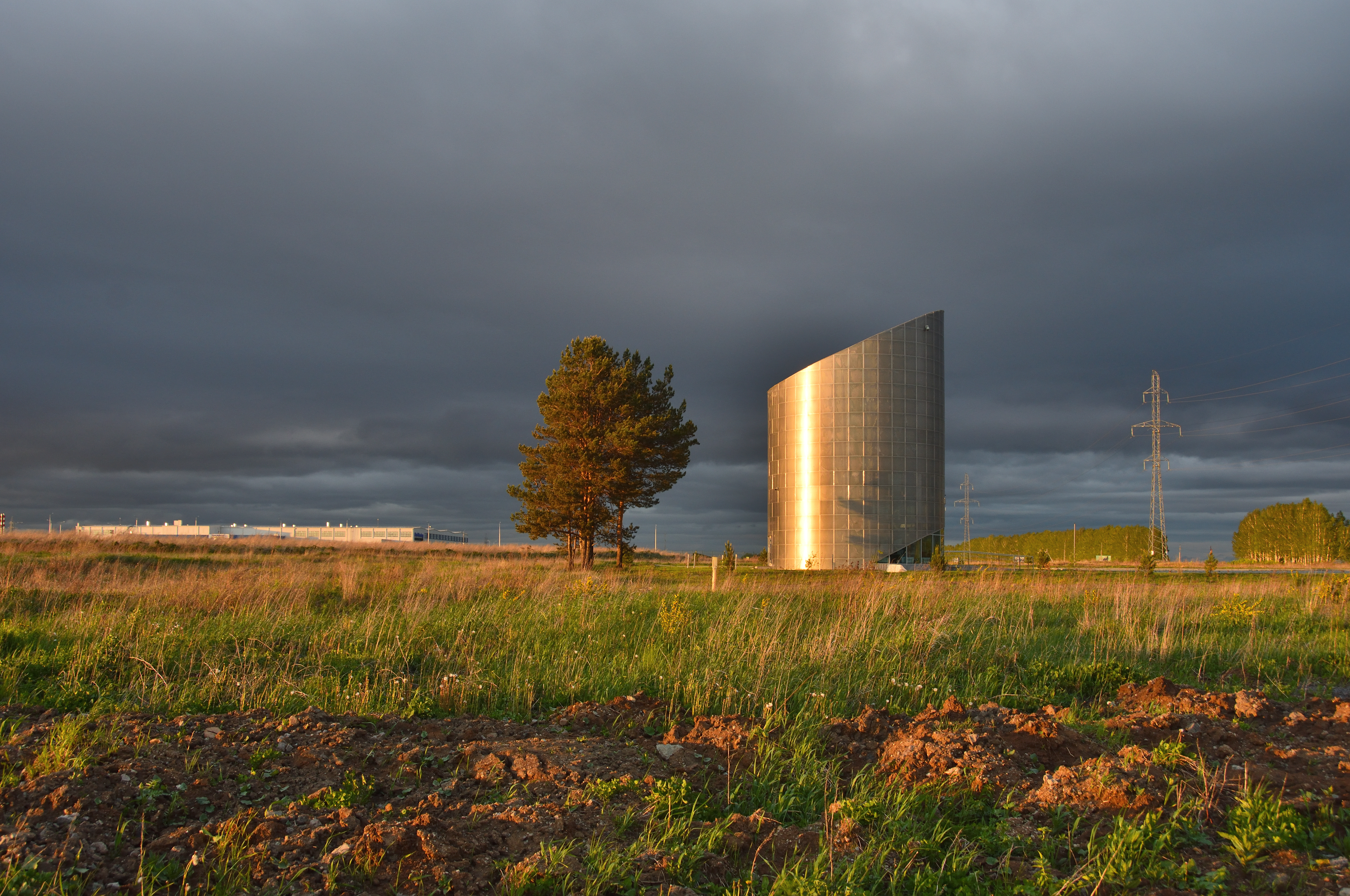
Шоурум Титановой долины
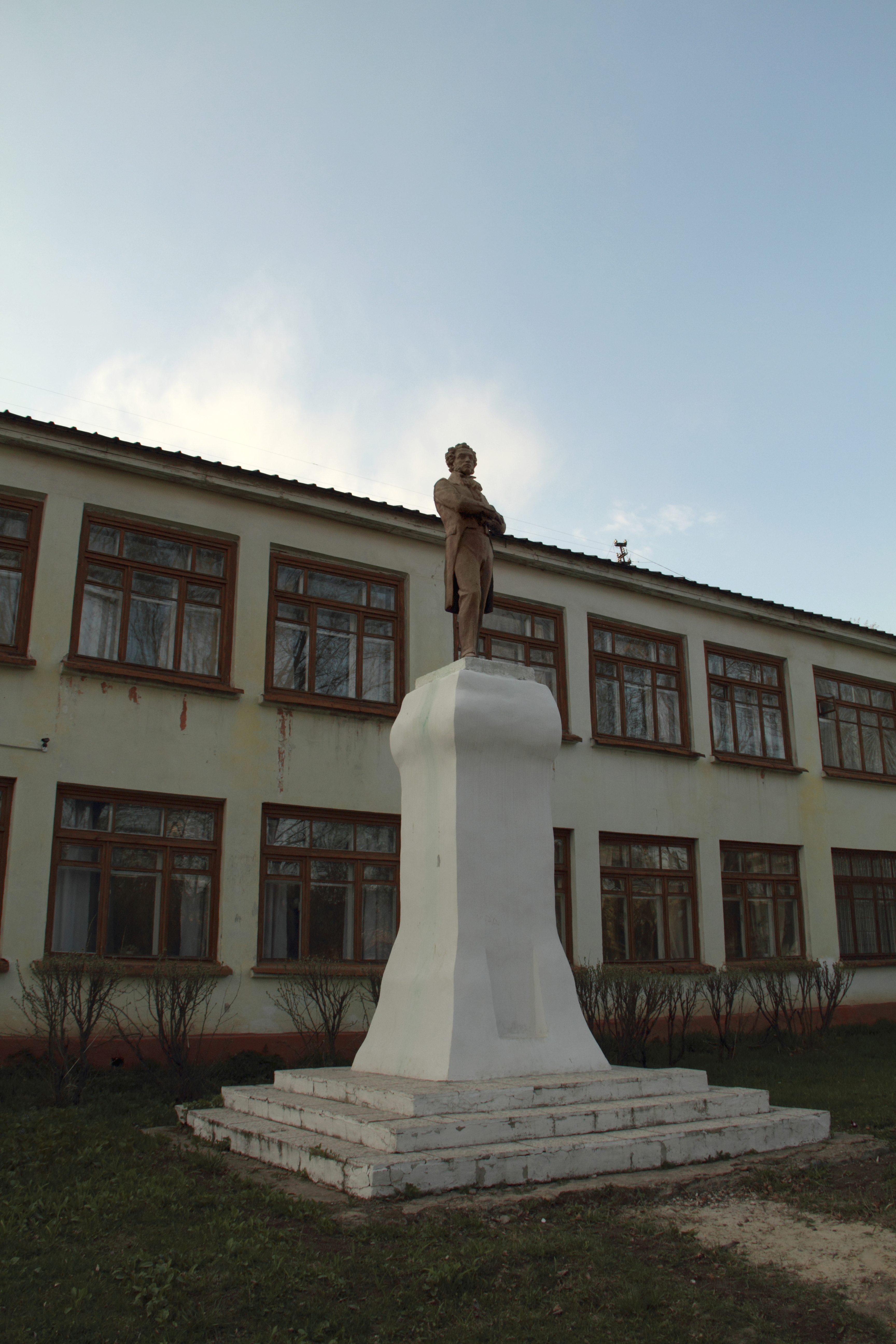
Памятник А. С. Пушкину возле школы № 1 (до сноса)
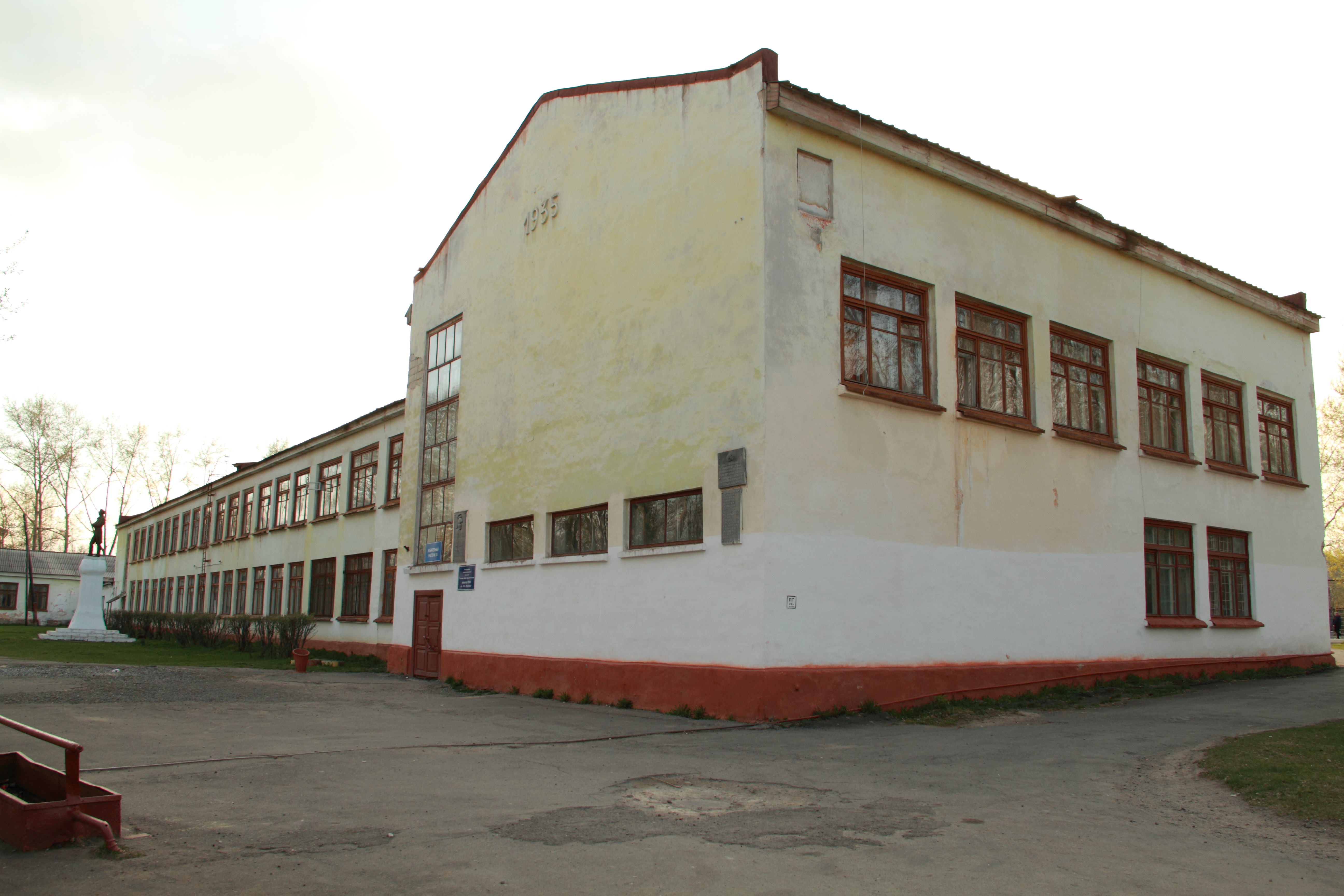
Средняя школа № 1 им. А. С. Пушкина (снесённое здание)
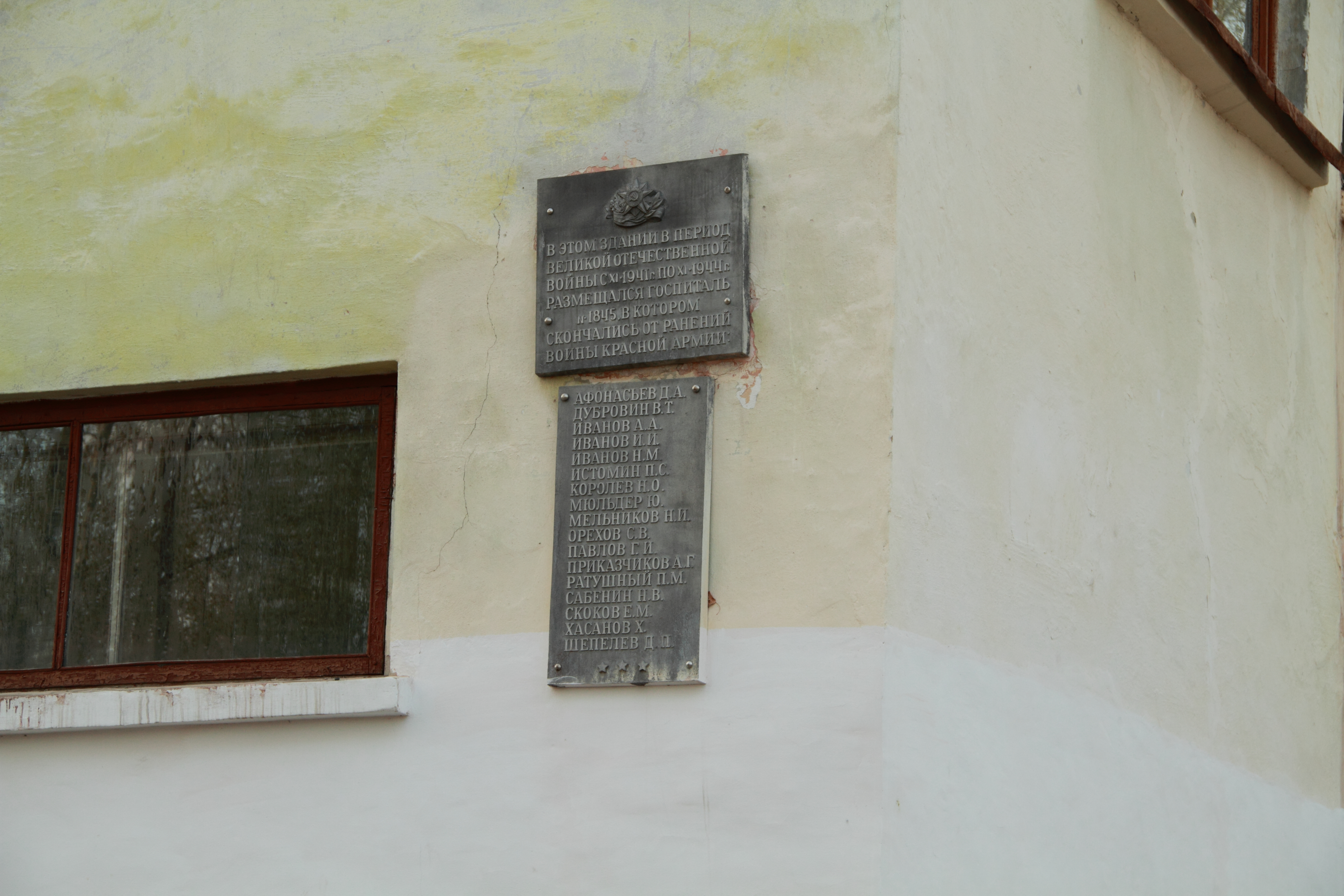
Мемориальная доска школы № 1 в память об эвакогоспитале № 1845 (в здании школы с 1941 по 1943 годы)

## СМИ
Работают телерадиокомпания «Квант», интернет-порталы SaldaCity.ru, Salda24.ru, Vsalde.ru и телерадиокомпания ООО «Орбита-Сервис», выпускающие телепрограммы и радиоэфиры.
Издаются газеты «Салдинский рабочий», «Новатор», «Салдинская газета», «Биржа новостей».

## Панорама

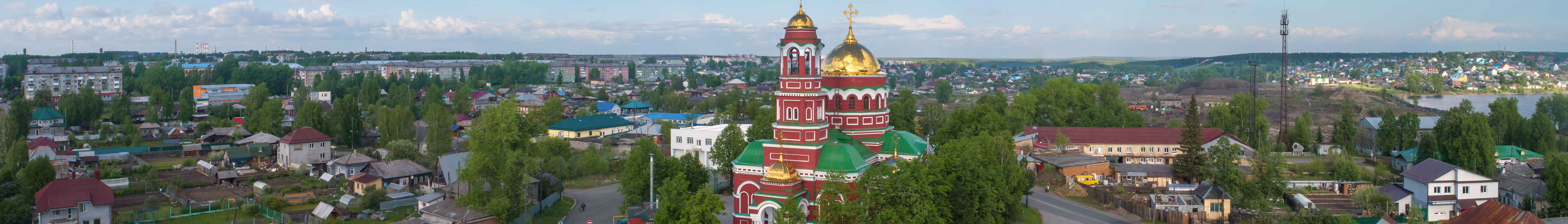
Панорама города Верхней Салды. В центральной части виден храм Сретения Господня

## Известные горожане
- Ольга Арефьева (род. 1966) — российская певица, музыкант и поэтесса, создательница и лидер группы «Ковчег».
- Василий Сигарев (род. 1977) —  российский драматург, режиссёр театра и кино, сценарист, продюсер, оператор, монтажёр.
- Анатолий Журавлёв (род. 1964) — советский и российский актёр театра и кино.
- Роман Неумоев (род. 1963) — русский панк-рок-музыкант, поэт, писатель и фотохудожник, соредактор выпускавшихся в Тюмени журналов «Анархия» и «Сибирская язва», лидер панк-рок группы «Инструкция по выживанию».
- Владимир Винничевский (1923—1940) — один из первых маньяков-убийц в истории СССР, один из немногих несовершеннолетних преступников, приговорённых к расстрелу в Советском Союзе.

### Почётные граждане
- Агарков, Гавриил Дмитриевич (1905—1992) — советский инженер и крупный хозяйственный руководитель, кандидат технических наук (1969). Звание «Почётный гражданин города Верхняя Салда» присвоено в 1975 году.
- Грум-Гржимайло, Владимир Ефимович (1864—1928) — учёный, инженер-металлург.
- Демченко, Василий Михайлович (1906—1983) — врач, хирург, главный врач Нижнесалдинской городской больницы, заведующий хирургическим отделением.
- Ефремова, Мария Петровна (1920—2006) — педагог, учитель начальных классов. Звание «Почётный гражданин города Верхняя Салда» присвоено в 1990 году.
- Зорихина, Юлия Сергеевна (р. 1952) — учитель, общественный деятель. Звание «Почётный гражданин города Верхняя Салда» присвоено в 2013 году.
- Калинина, Антонина Петровна (1926—2003) — строитель. Звание «Почётный гражданин города Верхняя Салда» присвоено в 1975 году.
- Кощеев, Борис Михайлович (р. 1930) — врач-инфекционист, заведующий инфекционным отделением центральной городской больницы. Звание «Почётный гражданин города Верхняя Салда» присвоено в 1998 году.
- Крашенинина, Людмила Петровна (р. 1944) — директор автономного образовательного учреждения дополнительного образования детей "Детская школа искусств «Ренессанс». Заслуженный работник культуры Российской Федерации. Звание «Почётный гражданин города Верхняя Салда» присвоено в 2014 году.
- Неверов, Леонид Ефимович (1931—2018) — скульптор, автор монументальных композиций, в городах России и стран ближнего зарубежья. Звание «Почётный гражданин города Верхняя Салда» присвоено в 1995 году[34].
- Салосятов, Андрей Тимофеевич (1907—1981) — партийный, советский работник. Председатель Верхнесалдинского городского совета. Звание «Почётный гражданин города Верхняя Салда» присвоено в 1975 году.
- Стремоусов, Виктор Алексеевич (1927—2021) — кандидат в мастера спорта по лыжам, неоднократный чемпион Свердловской области по лыжам и пятиборью. Звание «Почётный гражданин города Верхняя Салда» присвоено в 2008 году.
- Тетюхин, Владислав Валентинович (1932—2019) — учёный, менеджер титанового производства. Доктор технических наук. Академик Российской академии инженерных наук. Возглавлял ОАО «Корпорация ВСМПО-АВИСМА». Звание «Почётный гражданин города Верхняя Салда» присвоено в 1997 году.
- Ходанецкая, Таисья Александровна (р. 1929) — учитель, награждена знаком «Отличник народного просвещения РСФСР», «Заслуженный учитель школы РСФСР». Звание «Почётный гражданин города Верхняя Салда» присвоено в 2010 году.
- Черкасов Владимир Викторович (p. 1947) — учитель, звание «Заслуженный работник культуры РСФСР», (1986). Знак Министерства культуры СССР «За отличную работу», (1982).
- Шаталов, Александр Николаевич (р. 1948) — директор Верхнесалдинского многопрофильного техникума им. А. А. Евстигнеева с 1989 года, общественный деятель. Звание «Почётный гражданин города Верхняя Салда» присвоено в 2013 году.

### Герои Советского Союза
- Евстигнеев, Алексей Алексеевич (1919—1944).
- Мантуров, Михаил Никонович (1917—1996).
- Сабуров, Георгий Павлович (1924—1945).
- Смирнов, Виталий Степанович (1924—2013).
- Устинов, Степан Григорьевич (1911—1943).